# Abdulnaser Slil
Abdulnaser Slil (tiếng Ả Rập: عبد الناصر صليل, sinh ngày 2 tháng 9 năm 1981) là một tiền vệ bóng đá người Libya thi đấu cho Al-Ittihad. Anh là thành viên của Đội tuyển bóng đá quốc gia Libya.